# Comuna Zelena Poleana, Cervonoarmiisk
Zelena Poleana (în ucraineană Зеленополянська сільська рада) este o comună în raionul Cervonoarmiisk, regiunea Jîtomîr, Ucraina, formată din satele Mîrne, Narțîzivka și Zelena Poleana (reședința).

## Demografie
Componența lingvistică a comunei Zelena Poleana
     Ucraineană (98,77%)
     Alte limbi (0,92%)
Conform recensământului din 2001, majoritatea populației comunei Zelena Poleana era vorbitoare de ucraineană (98,77%), existând în minoritate și vorbitori de alte limbi.